# Hyperion Bay
Hyperion Bay foi uma série de televisão estadunidense de curta duração, estrelada por Mark-Paul Gosselaar e Bart Johnson, e exibida pela The WB em 1998. O programa também teve partipações especiais notórias, como a de Carmen Electra. 
No Brasil foi exibida pelo canal SBT a partir de 2000. 

## Premissa
O drama se centrava em Dennis Sweeny, que depois de uma bem-sucedida carreira no mundo da informática, retorna ao seu lar e abra uma divisão local da companhia para a qual ele trabalha. Mas o pacato lugar, de vida simples e costeira, tem habitantes mais diversos e misteriosos do que se imagina, esta é Hyperion Bay.

## Elenco
| Ator                | Personagem      |
| ------------------- | --------------- |
| Mark-Paul Gosselaar | Dennis Sweeny   |
| Dylan Neal          | Nick Sweeny     |
| Cindy Pickett       | Marjorie Sweeny |
| Christina Moore     | Amy Sweeny      |

| Ator         | Personagem     |
| ------------ | -------------- |
| Sydney Penny | Jennifer Worth |
| Bart Johnson | Nelson Tucker  |
| Chaka Forman | Marcus Fox     |
| Cassidy Rae  | Trudy Tucker   |

## Episódios
No total, Hyperion Bay consistiu de apenas uma temporada com 17 episódios, exibidos pela The WB Television Network entre 1998 e 1999, logo após seu programa líder de audiência, 7th Heaven. Por não conseguir reter completamente a audiência de seu lead-in e por não ter se recuperado, apesar da chance dada pelo executivos da emissora, o seriado acabou por ser cancelado depois de ter sua temporada reduzida de 22 para 17 episódios.
| #  | Título                        | Exibição Original     |
| -- | ----------------------------- | --------------------- |
| 1  | Pilot                         | 1998, 21 de Setembro  |
| 2  | The Cookie Crumbles           | 1998, 28 de Setembro  |
| 3  | Static                        | 1998, 5 de Outubro    |
| 4  | Family Business               | 1998, 12 de Outubro   |
| 5  | Temptation and Responsibility | 1998, 19 de Outubro   |
| 6  | Some Common Words and Phrases | 1998, 26 de Outubro   |
| 7  | Save the Last Dance for Me    | 1998, 2 de Novembro   |
| 8  | House Guests and Fish         | 1998, 16 de Novembro  |
| 9  | The Rope                      | 1998, 23 de Novembro  |
| 10 | Young and on Fire             | 1999, 25 de Janeiro   |
| 11 | Truth or Consequences         | 1999, 27 de Janeiro   |
| 12 | The Takeover                  | 1999, 1 de Fevereiro  |
| 13 | Strange Days                  | 1999, 8 de Fevereiro  |
| 14 | Valentine's Bay               | 1999, 15 de Fevereiro |
| 15 | With Friends Like These...    | 1999, 22 de Fevereiro |
| 16 | A Matter of Trust             | 1999, 1 de Março      |
| 17 | The Weight of the World       | 1999, 8 de Março      |

## Prêmios
| Ano  | Premiação           | Categoria                                   | Indicado(s)    | Resultado |
| ---- | ------------------- | ------------------------------------------- | -------------- | --------- |
| 1999 | Young Artist Awards | Melhor atriz jovem em participação especial | Olivia Marsico | Indicado  |